# Jana Rodriguez Hertz
María Alejandra Rodriguez Hertz Frugoni (Rosário, Argentina, 11 de fevereiro de 1970), mais conhecida como Jana Rodriguez Hertz, é uma matemática argentina e uruguaia.

## Formação e carreira
Filha de Mariana Frugoni e Adolfo Rodriguez Hertz, é a amis velha de cinco irmãos. Estudou matemática na Universidade Nacional de Rosário. estudou um ano no Instituto de Matemática Pura e Aplicada (IMPA). Trabalha com sistemas dinâmicos e teoria ergódica. Obteve um doutorado na Universidade da República em 1999, onde é professora na Facultad de Ingeniería. Está radicada no Uruguai desde 1994. É a primeira e única mulher grau 5 em matemática do Uruguai. Atualmente é vice-presidente da Organization for Women in Science for the Developing World (OWSD) para a América Latina e o Caribe.